# La Servante (film, 1930)
Pour les articles homonymes, voir La Servante.
Pour plus de détails, voir Fiche technique et Distribution.
La Servante est un film français réalisé par Jean Choux et sorti en 1930.

## Fiche technique
- Titre : La Servante
- Réalisation : Jean Choux
- Scénario : Jean Choux
- Photographie : Ganzli Walter
- Musique : Léon Coupleux et Henry Ryder
- Production : Gallia Film Productions
- Pays d'origine :  France
- Durée : 80 minutes
- Date de sortie : France - 24 avril 1930

## Distribution
- Henri Fabert
- Thérèse Reignier
- Vera Sherbane
- Louis Valray